# Johann Georg Palm

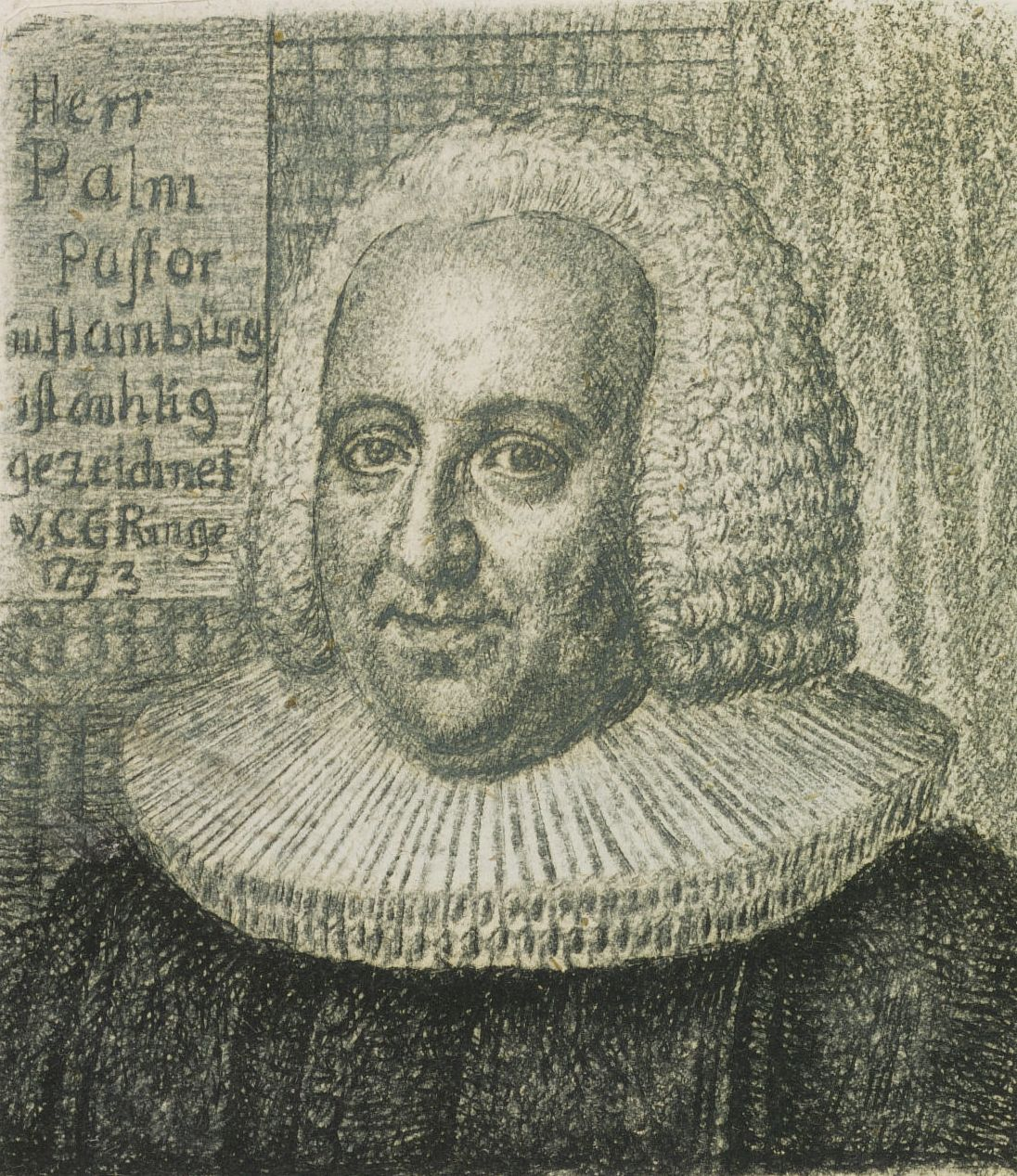
Porträt von Christoph Gottfried Ringe (1753)

Johann Georg Palm (* 7. Dezember 1697 in Hannover; † 17. Februar 1743 in Hamburg) war ein deutscher lutherischer Theologe.

## Leben
Johann Georg Palm war der Sohn des Hannoveraner Advokaten Johann Palm (* 1661 (?); † 19. Februar 1733), der am 22. November 1693 Dorothea Hedwig Heise geehelicht hatte. Er besuchte Schulen in Hannover. Danach immatrikulierte er sich 1714 an der Universität Jena, wo er sich der Theologie sowie den älteren und den neuen Sprachen zuwandte.
Im Jahr 1716 schloss Palm sein Studium ab und wurde anschließend durch Herzog August Wilhelm in das Kloster Riddagshausen aufgenommen. Er amtierte ab September 1720 als Reiseprediger des Herzogs und ab Juni 1723 als dessen Hofkaplan zu Wolfenbüttel.
Am 26. Oktober 1727 wurde Palm als Nachfolger von Johann Theodor Heinson (1666–1726) zum Hauptpastor an der Hauptkirche Sankt Petri gewählt. Zur Amtseinführung am 15. Dezember hielt er eine Predigt über 1. Korint, 2, 1. 2.
Als 1738 Johann Friedrich Winckler verstarb, übertrug man Palm dessen Stelle als Senior von Hamburg. Weitere Amtsanwärter waren die Pastöre Wolf und Neumeister.
Beide Ämter hielt Palm bis 1743 inne. Nachfolger in Sankt Petri wurde Ernst Friedrich Mylius, Nachfolgersenior wurde Friedrich Wagner. Im nächsten Jahr verstarb er im Alter von 45 Jahren. Eine Tochter heiratete den Lübecker Kaufmann und Ratsherrn Johann Wilhelm Rettich.

## Wirken
Palm galt als gründlich gelehrter Theologe. Dies und seine als liebenswürdig beschriebenen Züge machten ihn angesehen. Humanitätisch eingestellt, war er tolerant gegenüber Andersdenkenden.
In seiner Zeit als Hofkaplan verfasste Palm sein Werk die Fallstricke der Sünde, ein asketisches Werk, das ihn im Gebiet der theologischen Literatur bekannt machte.
Ab 1737 lieferte sich Palm eine literarische Fehde mit Johann Gustav Reinbeck. In diesem Jahr nämlich verfasste er eine Abhandlung, in der er die Meinung vertrat, Gott treffe keine Schuld daran, dass durch den Sündenfall das Böse in die Welt getreten sei.
Weiter veröffentlichte Palm besonders Predigten, so auch seine vierbändigen evangelischen Reden über die Sonn- und Festtagsevangelien. Die meisten seiner Werke sind asketisch. Andere Werke, so eine kurze Geschichte über die Augsburgische Konfession sowie eine Geschichte von Martin Luthers Bibelübersetzung, sind historischen Inhalts. Die Übersicht über die Geschichte von Luthers Bibelübersetzung lag zunächst nur handschriftlich vor; erst viele Jahre nach seinem Tod wurde das Werk von Johann Melchior Götze editiert und in Druck gegeben. Palms umfangreiche und wertvolle Bibelsammlung konnte Elisabeth Sophie Marie, Herzogin von Braunschweig-Wolfenbüttel, unmittelbar nach seinem Tod zu einem ansehnlichen Preis erwerben und damit ihre eigene im Grauen Hof aufgestellte Sammlung bereichern. Außerdem schrieb Palm für Zeitschriften.

## Werke
- Die Fallstricke der Sünde. 6 Zehende (Braunschweig 1725–1728)
- Ab- und Anzugspredigt (Hannover 1728)
- Zwei Predigten von dem unbeschreiblichen Elend eines Sünders (Hamburg 1730)
- Jubelpredigt über Ps. 100 (Hamburg 1730)
- Einleitung in die Geschichte der Augsburgischen Confession (Hamburg 1730)
- Evangelische Reden über die Sonn- und Festtagsevangelien des ganzen Jahres (vier Teile, Wolfenbüttel 1731)
- Der gekreuzigte Jesus, unser Alles; über 1 Corinth. 1, 30. 31 (Hamburg 1731)
- Jesus und der wahre Messias (Hamburg 1731)
- Die unerkannten Sünden der Welt (zwei Teile, Hamburg 1732–1733)
- Vorbild der Himmelsleiter Jakobs (Hamburg 1732)
- Vorbild des brennenden Busches (Hamburg 1733)
- Vorbild der Ruthe Aarons (Hamburg 1734)
- Betrachtungen über die sieben Worte Christi am Kreuz (Hamburg 1734)
- De codicibus V. et N. T. quibus b. Lutherus in conficienda interpretatione germanica usus est (Hamburg 1735)
- Betrachtungen über die Gleichnisse des Neuen Testaments
- Gottgeheiligte Andachten bei Betrachtung des gekreuzigten Christi (Hamburg 1736)
- Abhandlung von der Unschuld Gottes bei der Zulassung des Bösen und dem Falle unsrer ersten Eltern (Hamburg 1737)
- Fortgesetzte Abhandlung u.s.w. (Hamburg 1738)
- Gottselige Betrachtung über alle Tage des Jahres (zwei Teile, Braunschweig 1738)
- Verherrlichung der göttlichen Vollkommenheiten in dem Leiden Jesu
- Die unerkannten Wohlthaten Gottes, nach verschiedenen Texten heiliger Schrift betrachtet
- Geschichte der Bibelübersetzung Dr. Martin Luthers; aus J. G. Palm's Handschriften vermehrt herausgegeben von J. M. Götze (Halle 1772)

Digitalisat